# أيروي هايتس
أيروي هايتس (واشنطن) (بالإنجليزية: Airway Heights, Washington)‏ هي مدينة تقع في الولايات المتحدة في مقاطعة سبوكان، واشنطن. يقدر عدد سكانها بـ 6,114 نسمة ومساحتها 14.58 كم2 وترتفع عن سطح البحر 730.92 متر.

## التركيبة السكانية
قام مكتب تعداد الولايات المتحدة بتحديد بيانات التركيبة السكانية لأيروي هايتسفي تعداد الولايات المتحدة. في ما يلي، التركيبة السكانية حسب تعدادي 2000 و2010.

### تعداد عام 2000
بلغ عدد سكان أيروي هايتس 4,500 نسمة بحسب تعداد عام 2000، وبلغ عدد الأسر 958 أسرة وعدد العائلات 656 عائلة مقيمة في المدينة. في حين سجلت الكثافة السكانية 923.0 نسمة لكل ميل مربع (356.4/كم2). وبلغ عدد الوحدات السكنية 1,095 وحدة بمتوسط كثافة قدره 224.6 نسمة لكل ميل مربع (86.7/كم2).
وتوزع التركيب العرقي للمدينة بنسبة 69.51% من البيض و 3.20% من الأمريكيين الأصليين و 1.84% من الأمريكيين ذوي الأصول الآسيوية و 0.38% من سكان جزر المحيط الهادئ و 10.47% من الأمريكيين الأفارقة و 3.11% من عرقين مختلطين أو أكثر.
بلغ عدد الأسر 958 أسرة كانت نسبة 40.7% منها لديها أطفال تحت سن الثامنة عشر تعيش معهم، وبلغت نسبة الأزواج القاطنين مع بعضهم البعض 45.7% من أصل المجموع الكلي للأسر، ونسبة 18.9% من الأسر كان لديها معيلات من الإناث دون وجود شريك، وكانت نسبة 31.5% من غير العائلات. تألفت نسبة 25.3% من أصل جميع الأسر من أفراد ونسبة 6.2% كانوا يعيش معهم شخص وحيد يبلغ من العمر 65 عاماً فما فوق. وبلغ الحجم الوسطي للأسر 3.02، أما الحجم الوسطي للعائلات فبلغ 2.55.
بلغ العمر الوسطي للسكان 34 عاماً. وكانت نسبة 11.6% بين الثامنة عشر والأربعة وعشرون عاماً، ونسبة 46.8% كانت واقعةً في الفئة العمرية ما بين الخامسة والعشرون حتى والأربعة وأربعون عاماً، ونسبة 20.3% كانت ما بين الخامسة والأربعون حتى الرابعة والستون، ونسبة 4.5% كانت ضمن فئة الخامسة والستون عاماً فما فوق. يوجد لكل 100 أنثى 263.2 ذكر، ويوجد لكل 100 أنثى في الثامنة عشر من عمرها فما فوق 325.0 ذكر.
بلغ متوسط دخل الأسرة في المدينة 29,829 دولار، أما متوسط دخل العائلة فبلغ 31,344 دولار. وكان متوسط دخل الذكور 26,117 دولار مقابل 22,031 دولار للإناث. وسجل دخل الفرد الخاص بالمدينة 11,069 دولار. وكانت نسبة 14.8% من العائلات ونسبة 22.0% من السكان تحت خط الفقر، وكان من هؤلاء نسبة 21.0% تحت سن الثامنة عشر ونسبة 3.0% في الخامسة والستين من العمر وما فوق.

### تعداد عام 2010
بلغ عدد سكان أيروي هايتس 6,114 نسمة بحسب تعداد عام 2010، وبلغ عدد الأسر 1,547 أسرة وعدد العائلات 1,035 عائلة مقيمة في المدينة. في حين سجلت الكثافة السكانية 1,086.0 نسمة لكل ميل مربع (419.3/كم2). وبلغ عدد الوحدات السكنية 1,727 وحدة بمتوسط كثافة قدره 306.7 لكل ميل مربع (118.4/كم2).
وتوزع التركيب العرقي للمدينة بنسبة 78.5% من البيض و 3.7% من الأمريكيين الأصليين و 3.5% من الأمريكيين ذوي الأصول الآسيوية و 0.9% من سكان جزر المحيط الهادئ و 7.2% من الأمريكيين الأفارقة و 4.4% من عرقين مختلطين أو أكثر.
بلغ عدد الأسر 1,547 أسرة كانت نسبة 37.4% منها لديها أطفال تحت سن الثامنة عشر تعيش معهم، وبلغت نسبة الأزواج القاطنين مع بعضهم البعض 43.6% من أصل المجموع الكلي للأسر، ونسبة 16.6% من الأسر كان لديها معيلات من الإناث دون وجود شريك، بينما كانت نسبة 6.7% من الأسر لديها معيلون من الذكور دون وجود شريكة وكانت نسبة 33.1% من غير العائلات. تألفت نسبة 25.1% من أصل جميع الأسر من أفراد ونسبة 5.4% كانوا يعيش معهم شخص وحيد يبلغ من العمر 65 عاماً فما فوق. وبلغ الحجم الوسطي للأسر 3.01، أما الحجم الوسطي للعائلات فبلغ 2.54.
بلغ العمر الوسطي للسكان 34.6 عاماً. وكانت نسبة 17.3% من القاطنين تحت سن الثامنة عشر، وكانت نسبة 11.1% بين الثامنة عشر والأربعة وعشرون عاماً، ونسبة 40.9% كانت واقعةً في الفئة العمرية ما بين الخامسة والعشرون حتى والأربعة وأربعون عاماً، ونسبة 25.2% كانت ما بين الخامسة والأربعون حتى الرابعة والستون، ونسبة 5.6% كانت ضمن فئة الخامسة والستون عاماً فما فوق. وتوزع التركيب الجنسي للسكان بنسبة 67.7% ذكور و32.3% إناث.